# Teracotona flavipennis
Teracotona flavipennis là một loài bướm đêm thuộc phân họ Arctiinae, họ Erebidae.